# Johann Christian Buxbaum
Johann Christian Buxbaum (født 5. oktober 1693 i Merseburg, død 7. juli 1730 i Wermsdorf) var en tysk botaniker. Det særprægede mos Buxbaumia er opkaldt efter ham.
I forbindelse med et botanisk navn benyttes J.C.Buxb. som standardforkortelse (autornavn). Det er f.eks. en del af autornavnet for svampedyret Lycogala epidendrum (Alm. Rødært).